# Микасуки

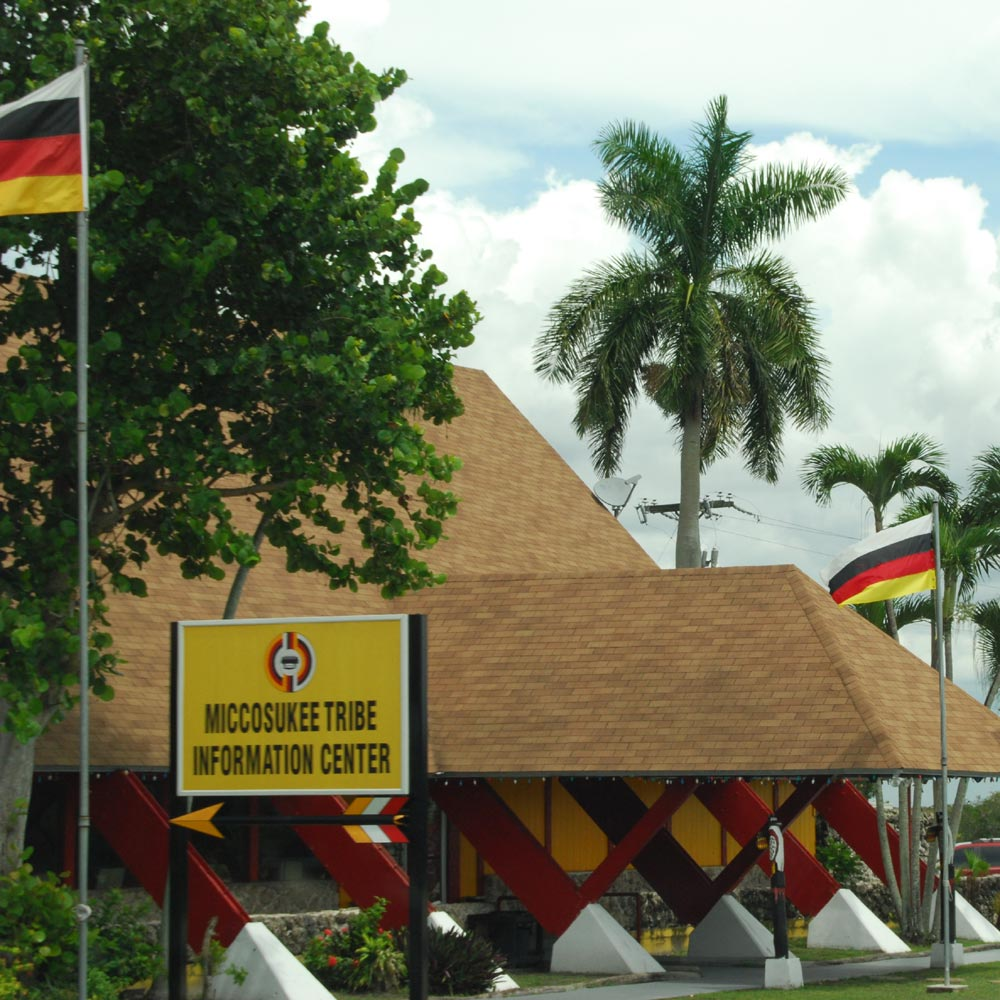
Информационный центр Эверглейдс

Микасуки или миккосуки (англ. mikasuki; англ. miccosukee) — коренные американцы, федерально признанное племя индейцев в американском штате Флорида. Микасуки были частью народа семинолы до середины XX века, когда они организовались как независимое племя, получив федеральное признание в 1962 году. Язык микасуки взаимно понятен с языком хитчити, считается его диалектом, на нём также говорят многие семинолы во Флориде.
Исторически, микасуки прослеживают своё происхождение от Нижней Чиаха, одного из племён Конфедерации криков в современной Джорджии. Под давлением европейского вторжения на их территорию они мигрировали в северную Флориду в начале XVIII века, где стали частью развивающейся нации семинолов. К концу XVIII века британцы записали имя микасуки (или) как обозначение говорящей на хитчити группы, сосредоточенной в деревне Микасуки во Флоридском Панхандле.
Как и другие группы семинолов, микасуки были дислоцированы во время Семинольских войн (1817—1858), и многие мигрировали или были вынуждены переселиться на запад от реки Миссисипи в Индейскую территорию в 1842 году, после Семинольных войн. Вождь микасуки Ар-Пи-Ук-И, также известный как Сэм Джонс (англ. Sam Jones), оказался эффективным лидером во время Второй Семинольной войны.
Потомки тех, кто остался во Флориде, были сосредоточены в центральной части штата. В 1920-х и 1930-х годах многие семинолы основали общины вдоль Тропы Тамами (англ. Tamiami Trail, чит. — «Татами Трейл»), дороги, завершённой в 1928 году, которая пролегала через Эверглейдс и соединяла города Тампа и Майами. «Следы индейцев» (англ. Trail Indians), как их называли, как правило, придерживались более традиционных практик. Они были менее заинтересованы в установлении официальных отношений с федеральным правительством, чем семинолы коу-крик (англ. Cow Creek Seminole) на севере, которые начали переезжать в резервации примерно в то же время.
В 1953 году семинолы были лишены федерального статуса; племя семинолов во Флориде было организовано как племя и было признано в 1957 году. Этот процесс выявил культурные различия между группами, и микасуки получил государственное признание отдельно в том же году и федеральное признание в 1962 году. Традиции и независимость не были больше связаны с их племенем.

## Язык и культура

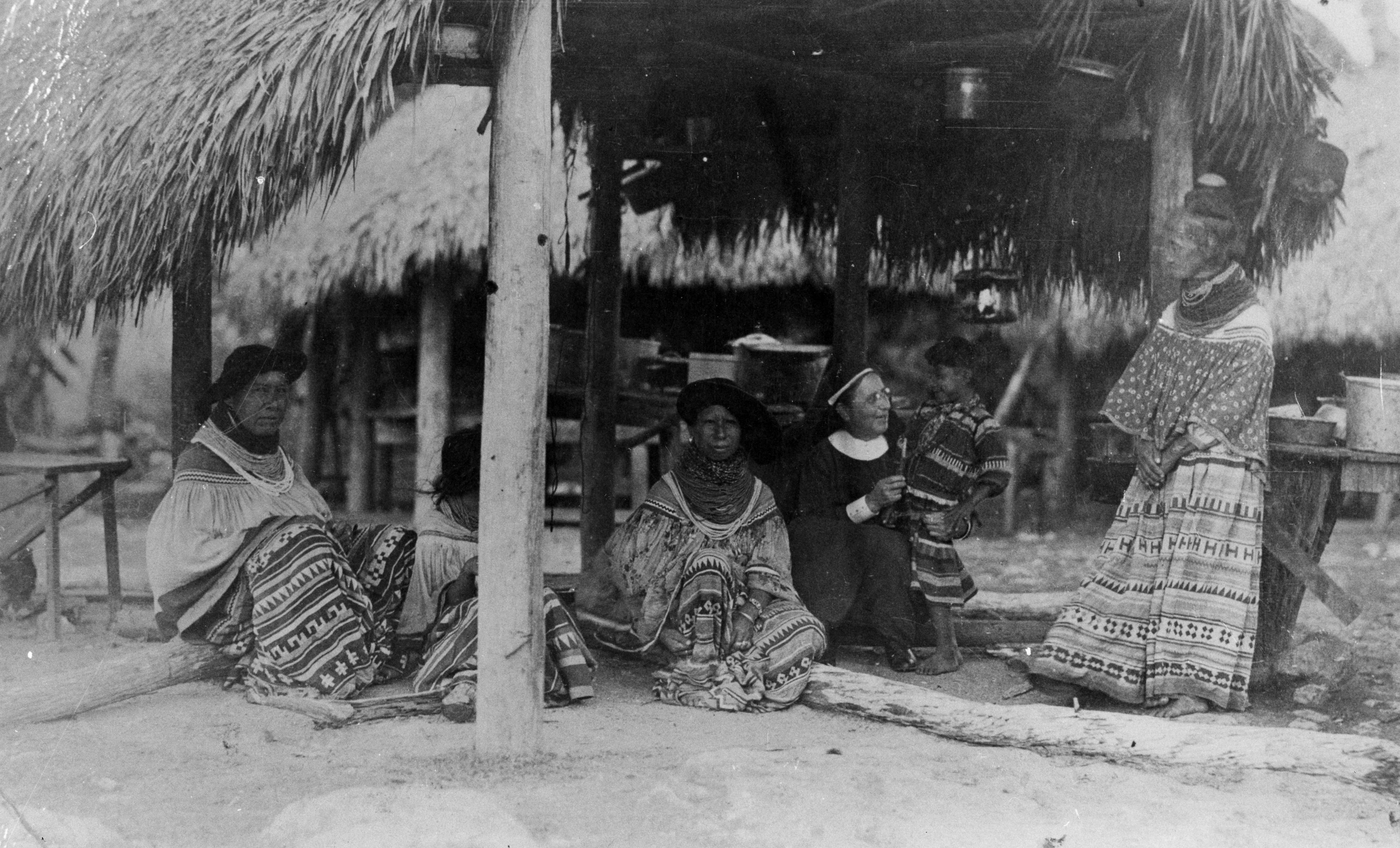
Индейские дома (чики). Между 1933 и 1960 годами в Эверглейдс, Флорида

Микасуки говорят на языке, тесно связанном с языком хитчити, поэтому оба диалекта суммируются с языком хитчити-микасуки. Это относится к восточной подгруппе большой языковой семьи маскоги, и на ней по-прежнему говорят не меньше 500 человек во Флориде. Микасуки когда-то принадлежал Конфедерации Крик и переехал из нынешней Алабамы через Джорджию в северную Флориду, возле сегодняшнего Таллахасси.
Город микасуки был построен следующим образом: в центре был прямоугольный квадрат, окружённый с трёх сторон земляными стенами. В центре площади был столб высотой до 13 метров, служивший в различных играх, на его конце был прикреплён череп животного. За пределами площади были прямоугольные, часто маленькие погружённые в землю жилые дома. Они состояли из врезанных в землю столбов, которые были связаны плетёнными ветвями. Наконец, стены внутри и снаружи были покрыты глиной, а внутри также обшиты матами. Конструкция имела двускатную крышу, вход был в конце длинной стороны. У семей были сады, где выращивали кукурузу и тыкву. Кроме того, были общие поля с обычными культурами.

## История

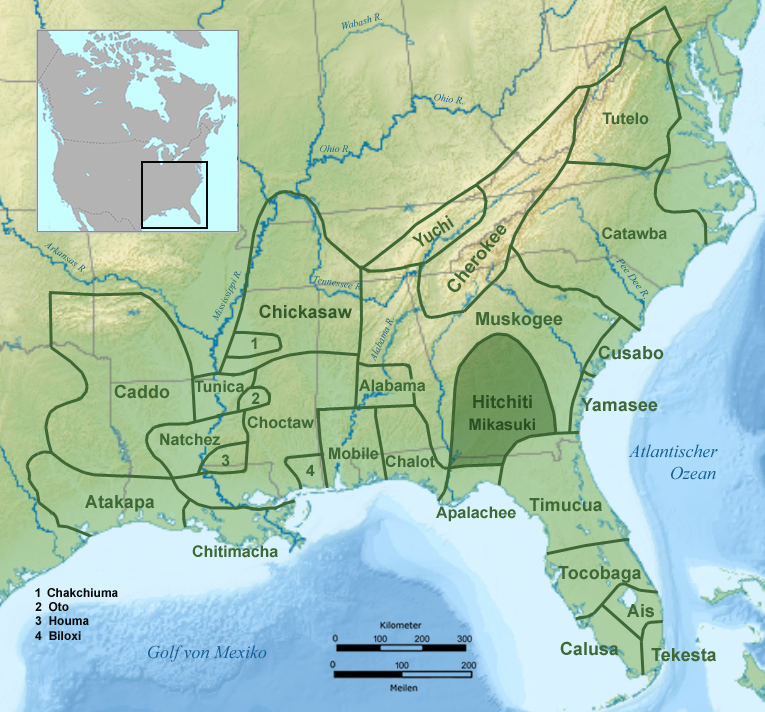
Племенная территория Микасуки и Хитчити в XVII веке

В 1778 году микасуки впервые упоминается как племя, проживающее в трёх деревнях. После американской революции 1784 года Британия перенесла восточную и западную Флориду в Испанию. Испанцы позволили семинолам расширять свою территорию вглубь полуострова.
В начале XIX века армия США всё больше вторглась на территорию Испании, чтобы вернуть сбежавших рабов, просивших убежища. Во время Крикской войны военный Эндрю Джексона стал героем и два года спустя он вступил в войска в северной Флориде.

### XIX век
Исторически микасуки населяли верхнюю долину Теннесси в современной Джорджии, где они первоначально были частью Верхней Чиаха. Позже они раскололись: микасуки (Нижняя Чиаха) мигрировали на северо-восток в Каролинас и осели с ямаси, а Верхняя Чиаха, также известная как маскоги, мигрировали на запад в северную Алабаму. Под постоянным посягательством со стороны европейско-американских поселенцев многие мигрировали в северную Флориду в течение XVIII и XIX веков.
Нижняя Чиаха составляла основную часть племени семинолов, которое образовалось в XVIII веке во Флориде в результате процесса этногенеза, в котором микасуки составляли большинство родственников. Они расселились в северной Флориде вокруг озера Микасуки и равнины Алачуа, где они становятся частью недавно сформированного племени семинолов. Их насчитывалось около 6000 к началу XIX века. Около 2000 аппер-крик (англ. Upper Creek, англ. Red Sticks, чит. — «Ред Стикс», букв. — «красные палки», «кровавые палки»), которые были переговорщиками с криками, присоединились к ним после поражения в Крикской войне в 1813—1814 годах.
В 1817 году 21 ноября, несмотря на то, что восточная и западная Флорида находились под контролем Испании, войска США под командованием Эндрю Джексона вторглись на поселения микасуки на юго-западе Грузии; были подавлены повстанцы крик. Некоторые историки называют эту дату началом Первой Семинольской войны в ответ на индейские вторжения против поселенцев в Грузии. Старый город микасуки из 300 домов, расположенный на одноимённом озере, был сожжён до тла. После этого враждебного акта американцев микасуки присоединились к семинолам и оба племени объединили свои силы против посягательств США.
В 1821 году США приобрели Флориду у Испании, и это усилило давление на вытеснение семинол/крик из Флориды. Были переселены несколько тысяч семинолов и сотни чёрных семинолов, которые жили сообща как союзники на Индейской территории. Первоначально они получили землю под управлением криков, а затем получили отдельную оговорку.
Те, кто остался во Флориде, сражались против американских войск во время второй и третьей войн семинолов. Они перебрались в центральную Флориду, где прятались в труднодоступных Эверглейдс и «Болоте Большого Кипариса» (Биг-Сайпресс), чтобы попытаться избежать давления на европейские и американские поселения. В этот период микасуки смешались с крикоговорящими семинолами, но многие сохранили свой язык и самобытность микасуки.
В 1845 году армия подписала договор, который разделил Флориду вдоль Реки Мира. Все земли к югу от реки за пределами прибрежных районов должны принадлежать индейцам. Но контракт постоянно нарушался, и индейцы обманывали, их похищали или иным образом доставляли в Оклахому. Только около 200 аборигенов оставались нетронутыми в Эверглейдс. Около двух третей этих семинолов принадлежало микасуки; у остальных был другой язык.
Когда в 1863 году началась гражданская война в США, и общий интерес к конфликту с индейцами перешёл на второй план, последние индейцы во Флориде наслаждались миром, который длился почти 50 лет. Теперь у них был беспрепятственный доступ к Болоту Большого Кипариса.

### XX век
В 1920-х годах Инженерный корпус армии США построил каналы в Атлантике и Мексиканском заливе для частичного осушения болот во Флориде, после чего интерес к собственности на землю в регионе увеличился, и индейцы, живущие там, снова подверглись преследованиям. Между тем, у правительства США была небольшая индейская резервация Биг-Сайпресс, позже создано ещё две. Но подозрительные жители с индейскими корнями переселялись неохотно, поэтому с 1930-х годов началось добровольно-принудительное переселение в специальные резервации индейцев во Флориде. К 1940 году ещё были те, кто предпочитал лишение жизни на водно-болотных угодьях, а не в этих заповедниках.
Племя долгое время сохраняло своё отличие от семинолов, которые, по их мнению, были более склонны адаптироваться к культуре большинства. Федеральное правительство и правительство штата продолжали относиться к ним как к единому народу, и существовала третья группа, известная как традиционные или независимые люди. Проблемой, разделившей их, стала подача заявки на семинол в 1950 году в индейскую комиссию по претензиям в связи с иском о компенсации за земли, взятые правительством США. Микасуки и независимые племена утверждали, что они никогда не достигали официального мира с США во Флориде, и они хотели вернуть свою землю, а не финансовую компенсацию.
В 1946 году Министерство внутренних дел создало индейскую компенсационную комиссию, задача которой состояла в том, чтобы платить признанную федеральными властями дань их земле. Первоначально микасуки не участвовали в исках о возмещении убытков, но впоследствии согласились и также получили компенсацию за захваченную землю.
В соответствии с программой федерального правительства о прекращении признания в 1953 году было предложено прекратить деятельность племени семинолов. Племя семинолов во Флориде разработало конституцию и корпоративный устав, организовав правительство, которое добилось федерального признания в 1957 году. Земельные претензии и споры об увольнении усилили различие для «людей троп», которые стали более определёнными и начали организовываться как племя семинолов микасуки; в основном они были носителями языка микасуки. Они были признаны штатом Флорида в 1957 году и получили федеральное признание в 1962 году как племя индейцев Флориды микасуки.
Под управлением президента Линдона Б. Джонсона семинолы взыскали 40 миллионов долларов в качестве компенсации за экспроприированную землю. В 1976 году в США было окончательно заключено урегулирование претензий с семинолами и микасуки во Флориде и с семинолами в Оклахоме путём разделения долей между племенами, которое продолжалось до 1990 года для урегулирования. Правительство Вашингтона выплатило 16 миллионов долларов в качестве компенсации за захват земли. На эти деньги каждый член племени, включая тех, кто живёт в Оклахоме, должен получить свою долю.
Семинолы Флориды по-прежнему гордятся тем, что они никогда не были официально побеждены армией США. Они получили свои права как суверенная нация. После продвижения белых и усиления колонизации прибрежных районов Южной Флориды давление на семинолов становилось всё более сильным. Это сформировало две группы, которые сформировали племя семинолов Флориды и племя микасуки Флориды.
Племя сегодня занимает несколько резерваций в южной Флориде, в совокупности известных как индейская резервация Миккосуки. Самый большой участок суши — это территория площадью 1,3 акра (1,35 км2) на северной границе Национального парка Эверглейдс, примерно в 45 милях (72 км) к западу от Майами. Племя контролирует около 200 000 акров (810 км2) водно-болотных угодий, большинство из которых находятся в бессрочной аренде, заключённой в 1983 году с государством Южного Флоридского Района Управления Водными Ресурсами 3А Юг. Они могут использовать «эту землю для целей охоты, рыбалки, ловли лягушек и натурального сельского хозяйства, чтобы вести традиционный образ жизни микасуки». Ещё один объект — Заповедник Аллея Аллигаторов (англ. Alligator Alley Reservation), расположенный недалеко от Форт-Лодердейла. Он включает в себя 20 000 акров (81 км2) застроенных земель, большую часть которых микасуки используют для аренды скота, и почти 55 000 акров (220 км2) водно-болотных угодий. Микасуки предоставлены разрешения для некоренных жителей использовать некоторые водно-болотные угодья для охотничьих лагерей.
Среди земель микасуки есть участок в Майами, где племя в 1999 году построило отель Miccosukee Resort & Conference Hotel, в котором есть игровые залы. Доход от этого предприятия поддерживал экономическое развитие и улучшение образования и благосостояния. У них, как правило, современное жильё в резервации в 40 милях к западу от Майами, а некоторые из племени живут в пригороде Майами.

## Членство

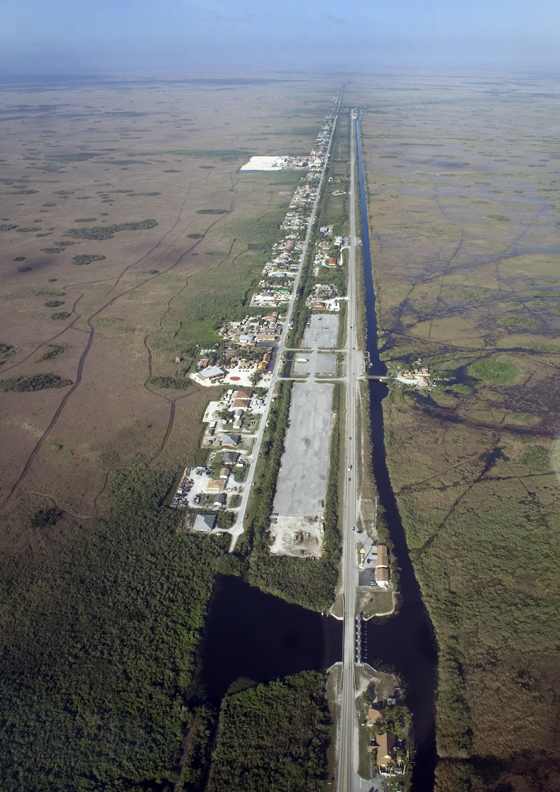
Индейская деревня микасуки, 2008 год

Микасуки требуют, чтобы участники имели как минимум половину предков микасуки, и будут принимать лица с матерями микасуки, которые не зачислены ни в одно другое племя. Племя имеет матрилинейную систему родства и наследования. Считается, что дети рождаются в клане их матери, откуда они получают статус в племени. В этой системе старший брат матери очень важен для её детей, больше, чем биологический отец, особенно для мальчиков. Дядя — это тот, кто знакомит мальчиков с мужскими группами клана и племени.

## Правительство
Племя имеет письменную конституцию и избирает офицеров, в том числе вождя. Текущий руководитель Колли Билли. Все взрослые члены являются частью Генерального совета, который управляет племенными службами. Первым вождём во время федерального признания был Буффало Тайгер, который продолжал возглавлять племенной председатель до 1985 года.
Племя управляет своей собственной полицией и судебной системой. Оно также имеет казино, клинику, детский сад, старший центр, агентство действий сообщества (англ. Community Action Agency) и образовательную систему, начиная от дошкольной программы Head Start и заканчивая старшей школой. Также доступны программы для взрослых, профессионального и высшего образования.

## Деловые интересы
Племя управляет отелем Miccosukee Resort & Gaming на 302 номера в округе Майами-Дейд.
Спортивное спонсорство распространилось на несколько команд в NASCAR, в первую очередь Phoenix Racing (NASCAR team) и Billy Ballew Motorsports. К ним относятся 2009 год, выигранный в гонке Aaron's 499 автомобиль Sprint Cup Series 2009 года, которым управлял Брэд Кезеловски, грузовик в Camping World Truck Series, управляемый Кайлом Бушем, и автомобиль Nationwide, управляемый Майком Блиссом. Отношения микасуки с NASCAR датируются 2002 годом и заканчиваются до начала сезона 2010 года.

## Музей

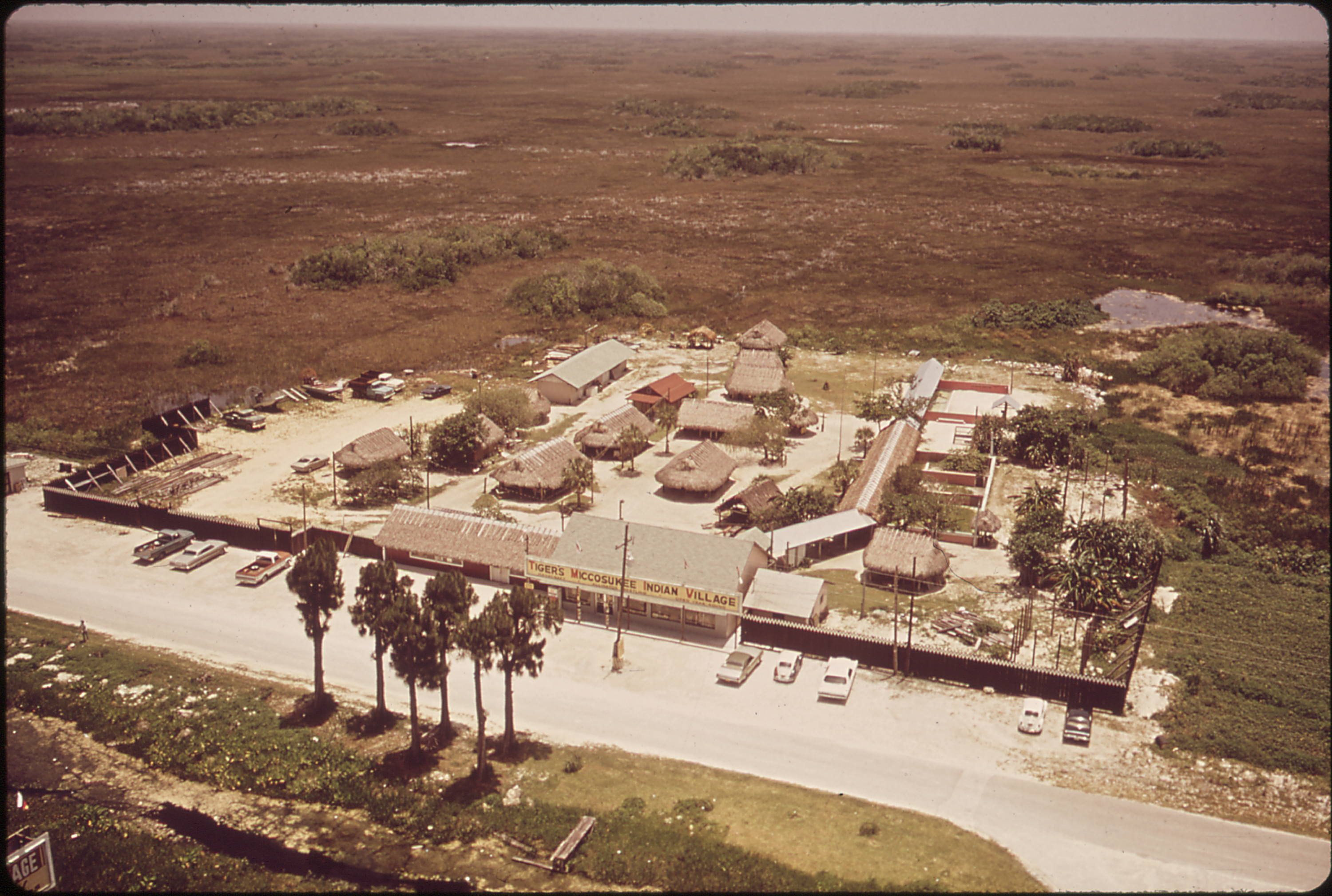
Индейская деревня микасуки, 1972 год

В 1983 году был основан Музей индейской деревни микасуки по адресу: Тамиами Трейл 41, Майами, Флорида, 33131. Музей предлагает своим посетителям разнообразные художественные выражения, такие как картины местного производства, ручные поделки, фотографии, некоторые артефакты, такие как кухонные принадлежности и другое.

## Известные микасуки
- С. Бобо Дин — адвокат и руководитель, в 1971 году заключил договор о самоопределении с BIA[9].
- Буффало Тайгер[англ.] (Хинехатче) (род. 1920) — первый вождь племени микасуки индейцев Флориды, руководил инициативами по самоопределению[9].
- Колли Билли — нынешний председатель племени микасуки индейцев Флориды[6].
- Кинхаги — последний вождь криков Микасуки[англ.], штат Флорида, который потерпел поражение в битве в 1818 году с американскими войсками под командованием генерала Эндрю Джексона. Позже народ кинхаги[англ.] мигрировал на юг, сохранив название местной деревни микасуки в качестве названия племени.